# Президент Республики Таджикистан
Президе́нт Респу́блики Таджикиста́н (тадж. Президенти Ҷумҳурии Тоҷикистон) — высшая государственная должность Республики Таджикистан, а также лицо, избранное на эту должность.
Должность президента Республики Таджикистан была учреждена 30 ноября 1990 года. Действующим президентом Республики Таджикистан с 6 ноября 1994 года является Эмомали Рахмон, носящий с 25 декабря 2015 года титул — «Основатель мира и национального единства — Лидер нации».

## Права и обязанности
Президент Республики Таджикистан является главой государства. Многие полномочия президента либо имеют непосредственно исполнительный характер, либо максимально приближены к исполнительной власти. 
Президент Республики Таджикистан является гарантом Конституции Республики Таджикистан, прав и свобод человека и гражданина, суверенитета, целостности и единства государства, а также верховным главнокомандующим Вооружёнными силами Республики Таджикистан. В соответствии с Конституцией Республики Таджикистан и республиканскими законами, президент Республики Таджикистан определяет основные направления внутренней и внешней политики.
Согласно статье 69 Конституции Республики Таджикистан, президент государства:
1. Определяет основные направления внутренней и внешней политики Республики Таджикистан;
2. Представляет Республику Таджикистан внутри страны и в международных отношениях;
3. Образовывает и упраздняет министерства и государственные комитеты;
4. Назначает и освобождает Премьер-министра Республики Таджикистан и других членов Правительства Республики Таджикистан, представляет указы о назначении и освобождении Премьер-министра и других членов Правительства на утверждение совместных заседаний Национального совета (Маджлиси милли) и Палаты представителей (Маджлиси намояндагон Высшего собрания (Маджлиси Оли) Республики Таджикистан;
5. Назначает и освобождает председателей Горно-Бадахшанской автономной области, областей, города Душанбе, городов и районов, представляет их на утверждение соответствующих Маджлисов (региональных парламентов) народных депутатов;
6. Отменяет или приостанавливает действие актов органов исполнительной власти в случае их противоречия Конституции и законам Республики Таджикистан;
7. Назначает и освобождает председателя Национального банка Таджикистана, его заместителей и представляет указы об этом на утверждение в Палату представителей (Маджлиси намояндагон), к которой непосредственно подотчётен Национальный банк;
8. Представляет Национальному совету (Маджлиси милли) кандидатуры для избрания и отзыва председателя, заместителей председателя и судей Конституционного суда, Верховного суда и Высшего экономического суда Республики Таджикистан;
9. С согласия Национального совета (Маджлиси милли) назначает и освобождает Генерального прокурора Республики Таджикистан и его заместителей;
10. Создаёт Исполнительный аппарат президента Республики Таджикистан;
11. Создаёт Совет безопасности Республики Таджикистан и лично руководит им;
12. Назначает и освобождает судей военного суда, судов Горно-Бадахшанской автономной области, областей, города Душанбе, городов и районов, экономических судов Горно-Бадахшанской автономной области, областей и города Душанбе;
13. Назначает референдум, выборы обеих палат Высшего собрания (Маджлиси Оли) Республики Таджикистан, в местные представительные органы;
14. Подписывает законы Республики Таджикистан;
15. Определяет денежную систему и информирует об этом обе палаты Высшего собрания (Маджлиси Оли) Республики Таджикистан;
16. Распоряжается резервным фондом Республики Таджикистан;
17. Руководит проведением внешней политики, подписывает международные договоры и представляет их на утверждение в Палату представителей (Маджлиси намояндагон) Высшего собрания (Маджлиси Оли) Республики Таджикистан;
18. Назначает и освобождает глав дипломатических представительств Республики Таджикистан в зарубежных государствах и представителей Республики Таджикистан в международных организациях;
19. Принимает верительные грамоты глав дипломатических представительств иностранных государств;
20. Является Верховным главнокомандующим Вооружёнными силами Республики Таджикистан, назначает и освобождает командующих войсками Вооруженных сил Республики Таджикистан;
21. Объявляет военное положение при реальной угрозе безопасности государства и вносит указ об этом на утверждение совместного заседания обеих палат Высшего собрания (Маджлиси Оли) Республики Таджикистан;
22. Использует Вооружённые силы Республики Таджикистан за пределами Таджикистана для выполнения международных обязательств и национальных интересов Таджикистана с согласия обеих палат Высшего собрания (Маджлиси Оли) Республики Таджикистан;
23. Объявляет чрезвычайное положение на всей территории Таджикистана, или в отдельных местностях с незамедлительным внесением указа об этом на утверждение чрезвычайного совместного заседания обеих палат Высшего собрания (Маджлиси Оли) Республики Таджикистан и сообщением в Организацию Объединенных Наций;
24. Решает вопросы предоставления гражданства Республики Таджикистан;
25. Предоставляет политическое убежище иностранным гражданам и лицам без гражданства;
26. Осуществляет помилование граждан Республики Таджикистан, иностранных граждан, и лиц без гражданства, судимых судами Таджикистана и/или отбывающих наказание в Таджикистане;
27. Присваивает высшие воинские звания, дипломатические ранги, специальные чины и звания;
28. Награждает граждан Республики Таджикистан, иностранных граждан и лиц без гражданства государственными наградами, присваивает государственные премии и почетные звания Таджикистана;
29. Исполняет другие полномочия, предусмотренные Конституцией и законами Республики Таджикистан.

## Порядок избрания и вступления в должность
Кандидатом на должность президента может быть гражданин Республики Таджикистан не моложе 30 лет (до 2016 года возрастной ценз составлял 35 лет), владеющий государственным языком (то есть таджикским языком), постоянно проживающий на территории Таджикистана не менее последних 10 лет. Согласно новым поправкам в Конституции Республики Таджикистан, принятым после итогов конституционного референдума 2016 года, президент Республики Таджикистан имеет право баллотироваться на эту должность неограниченного число раз. Ранее, одно и то же лицо имел право баллотироваться на эту должность не более двух сроков подряд. Кандидатом на должность президента может быть зарегистрировано лицо, за выдвижение кандидатуры которого собраны подписи не менее пяти процентов избирателей. Президент Республики Таджикистан избирается гражданами Республики Таджикистан.
Выборы президента Республики Таджикистан считаются состоявшимися, если в них приняло участие более половины (то есть более 50%) избирателей. Избранным считается кандидат на пост президента, за которого проголосовало более половины избирателей, принявших участие в голосовании. Порядок выборов президента определяется конституционным законом Республики Таджикистан.

### Порядок вступления в должность
Действующий президент Республики Таджикистан исполняет свои полномочия в полной мере до вступления в должность избранного президента Республики Таджикистан. Избранный президент Республики Таджикистан должен вступить в должность не позднее месяца со дня официального объявления Центральной комиссией по выборам и референдумам Республики Таджикистан результатов выборов президента. Президент Республики Таджикистан считается вступившим в должность с момента принесения в торжественной обстановке на совместном заседании членов обеих палат Высшего собрания (Маджлиси Оли) Республики Таджикистан присяги народу Таджикистана следующего содержания на государственном — таджикском языке:

«Я, в качестве Президента, клянусь защищать Конституцию и законы республики, гарантировать обеспечение прав, свобод, чести и достоинства граждан, защищать территориальную целостность, политическую, экономическую и культурную независимость Таджикистана, преданно служить народу.»
Оригинальный текст (тадж.)«Ман, ҳамчун Президент савганд ёд мекунам, ки Конститутсия ва қонунҳои ҷумҳуриро ҳимоя менамоям, таъмини ҳуқуқ, озодиҳо ва шарафи шаҳрвандонро кафолат медиҳам, сарзамин, истиқлолияти сиёсиву иқтисодӣ ва фарҳангии Тоҷикистонро ҳифз мекунам, ба халқ содиқона хидмат менамоям.»

Во время торжественного принесения присяги народу Таджикистана, президент правой рукой касается экземпляра Конституции Республики Таджикистан. После этого президент публично целует Государственный флаг Республики Таджикистан и подносит его к глазам или ко лбу в знак почтения. Президент получает в торжественной обстановке Штандарт Президента Республики Таджикистан, к его левой груди прикрепляется президентский знак и одевается на его шею президентская медаль в виде ожерелья. После принесения присяги в обязательном порядке играет Национальный гимн Республики Таджикистан. На торжественной церемонии вступления в должность президента кроме членов Высшего собрания (Маджлиси Оли) Республики Таджикистан могут присутствовать другие гости, в том числе иностранные гости, а также журналисты и другие представители СМИ.

## Регалии
Президент Республики Таджикистан имеет свой уникальный штандарт — Штандарт Президента Республики Таджикистан, принятый в 2006 году. Также президент Республики Таджикистан имеет свой знак и медаль, торжественно надеваемые во время инаугурации.

## Резиденция
Основной резиденцией президента Республики Таджикистан с 2008 года является Дворец Нации (тадж. Қасри Миллат) в центре столицы Таджикистана — городе Душанбе. 

## День президента Республики Таджикистан
Ежегодно 16 ноября в Таджикистане отмечается «День президента Республики Таджикистан», который является общегосударственным праздником.

## Список
| Президент | Сроки | Персона                                            | Изображение                                  | Начало полномочий     | Конец полномочий | Партия                               |
| --- | ----- | -------------------------------------------------- | -------------------------------------------- | --------------------- | --- | ------------------------------------ |
| Президент Таджикской Советской Социалистической Республики |       |                                                    |                                              |                       | |                                      |
| 1-й | 1     | Кахар Махкамов Қаҳҳор Маҳкамов (1932—2016)         |                                              | 30 ноября 1990 года   | 31 августа 1991 года | Коммунистическая партия Таджикистана |
| Президент Республики Таджикистан |       |                                                    |                                              |                       | |                                      |
| С 31 августа по 23 сентября 1991 года исполняющим обязанности президента являлся Кадриддин Аслонов. |       |                                                    |                                              |                       | |                                      |
| 1-й | 1     | Рахмон Набиев Раҳмон Набиев (1930—1993)            |                                              | 23 сентября 1991 года | 6 октября 1991 года | Коммунистическая партия Таджикистана |
| С 7 октября по 2 декабря 1991 года исполняющим обязанности президента являлся Акбаршо Искандаров. |       |                                                    |                                              |                       | |                                      |
| 1-й | 2     | Рахмон Набиев Раҳмон Набиев (1930—1993)            |                                              | 2 декабря 1991 года   | 7 сентября 1992 года | Коммунистическая партия Таджикистана |
| С 7 сентября по 19 ноября 1992 года исполняющим обязанности президента являлся Акбаршо Искандаров. |       |                                                    |                                              |                       | |                                      |
| 20 ноября 1992 года должность президента Республики Таджикистан была упразднена, функции президента были переданы председателю Верховного Совета Республики Таджикистан, главой государства стал председатель Верховного Совета. |       |                                                    |                                              |                       | |                                      |
| Председатель Верховного Совета Республики Таджикистан |       |                                                    |                                              |                       | |                                      |
| — | —     | Эмомали Рахмонов Эмомалӣ Раҳмонов (р. 1952)        |                                              | 20 ноября 1992 года   | 16 ноября 1994 года | Независимый                          |
| Президент Республики Таджикистан |       |                                                    |                                              |                       | |                                      |
| 16 ноября 1994 года должность президента Республики Таджикистан была восстановлена. |       |                                                    |                                              |                       | |                                      |
| 2-й | 1     | Эмомали Рахмон (Рахмонов) Эмомалӣ Раҳмон (р. 1952) |                                              | С 16 ноября 1994 года | Срок полномочий истекает в 2027 году, действующий президент может быть переизбран неограниченное число раз согласно Конституции Республики Таджикистан. | Независимый                          |
| 2-й | 2     | Эмомали Рахмон (Рахмонов) Эмомалӣ Раҳмон (р. 1952) | Народная демократическая партия Таджикистана | С 16 ноября 1994 года | Срок полномочий истекает в 2027 году, действующий президент может быть переизбран неограниченное число раз согласно Конституции Республики Таджикистан. |                                      |
| 2-й | 3     | Эмомали Рахмон (Рахмонов) Эмомалӣ Раҳмон (р. 1952) | Народная демократическая партия Таджикистана | С 16 ноября 1994 года | Срок полномочий истекает в 2027 году, действующий президент может быть переизбран неограниченное число раз согласно Конституции Республики Таджикистан. |                                      |
| 2-й | 4     | Эмомали Рахмон (Рахмонов) Эмомалӣ Раҳмон (р. 1952) | Народная демократическая партия Таджикистана | С 16 ноября 1994 года | Срок полномочий истекает в 2027 году, действующий президент может быть переизбран неограниченное число раз согласно Конституции Республики Таджикистан. |                                      |
| 2-й | 5     | Эмомали Рахмон (Рахмонов) Эмомалӣ Раҳмон (р. 1952) | Народная демократическая партия Таджикистана | С 16 ноября 1994 года | Срок полномочий истекает в 2027 году, действующий президент может быть переизбран неограниченное число раз согласно Конституции Республики Таджикистан. |                                      |

Партии:
 КПТ
 НДПТ